# Sonja Petra Karsen
Sonja Petra Karsen (* 11. April 1919 in Berlin; † 12. Januar 2013 in Rockleigh, New Jersey) war eine Professorin für Spanische Sprache und Literatur, die ihre Kindheit in Deutschland verbrachte und im Februar 1933 zusammen mit ihren Eltern ins Exil ging. Nach Zwischenstationen in der Schweiz, Frankreich und Kolumbien erreichte die Familie 1938 die USA, ihre vierte und letzte Exilstation. Hier vollendete Sonja Petra Karsen ihre Ausbildung und startete ihre berufliche Karriere als Sprach- und Literaturwissenschaftlerin mit dem Schwerpunkt romanische Sprachen.

## Kindheit und Berliner Jahre
Sonja Petra Karsen ist die Tochter von Erna und Fritz Karsen, einem der renommiertesten Reformpädagogen der Weimarer Republik.
Sonja Petra Karsen besuchte die Grundschule in Berlin-Tempelhof und wechselte 1929 als Sextanerin in das von ihrem Vater geleitete Kaiser-Friedrich-Realgymnasiums im Berliner Bezirk Neukölln, das später in Karl-Marx-Schule umbenannt wurde. Hier verbrachte sie ihre weitere Schulzeit bis zur Emigration ihrer Familie in die Schweiz am 28. Februar 1933. Sehr ausführlich schildert sie die für damalige Verhältnisse sehr demokratischen Verhältnisse an ihrer neuen Schule, der einzigen koedukativen höheren Schule Berlins, an der gemeinsamer Werkunterricht ebenso zum Alltag gehörte wie auf Fairness statt Drill ausgerichteter Sportunterricht. Da Schul- und Familienleben eng miteinander verknüpft waren, benutzte der Vater zuweilen „seine Tochter als Versuchskaninchen, wenn er Prüfungsaufgaben ausarbeitete, mit denen die Intelligenz, die Erfahrung und die Reife getestet werden sollten“.
1927 erhielt Fritz Karsen die Einladung der Columbia University für einen sechsmonatigen Studienaufenthalt in den USA. Die Familie reiste mit, und Sonja Petra besuchte „die ‚Demonstration School‘ des ‚George Peabody College‘ in Nashville, um Englisch zu lernen und um meinem Vater Einblicke in die Arbeitsweise der amerikanischen Volksschule zu verschaffen. Mir gefiel diese Schule besonders gut, da sie viel freier war als die, die ich in Berlin-Tempelhof besucht hatte.“
Fritz Karsen blieb trotz einiger Angebote nicht in den USA, sondern kehrte mit seiner Familie nach Berlin zurück, um das Projekt Dammwegschule in Angriff zu nehmen, das aus finanziellen Gründen leider nie verwirklicht werden konnte. Dann kam der 30. Januar 1933, Hitlers Machtergreifung. Wenige Tage später, am 21. Februar 1933, erfuhr die Familie beim Abendbrot aus dem Radio, dass die Karl-Marx-Schule „umorganisiert“ würde. Unmittelbare Folge war die sofortige Beurlaubung von Fritz Karsen von seinen Ämtern, worauf dieser seiner Tochter nicht mehr erlaubte, „in die Schule zu gehen: er fürchtete, die SA könnte mich als Geisel nehmen, um ihn am Fortgehen zu hindern. Er war ja beurlaubt worden wegen ‚politischer Unzuverlässigkeit‘.“

## Im Exil in der Schweiz und in Frankreich
Mit Hilfe von Freunden und Kollegen des Vaters bereitete die Familie ihre Flucht vor. Sie reisten ohne Gepäck an den Bodensee, tarnten sich als Touristen und überschritten mehrfach die Schweizer Grenze. Am 28. Februar 1933 übersiedelten sie dann nach Zürich, wo sie mit Unterstützung Schweizer Freunde für ein Jahr in Zürich-Neubühl wohnten. Ob Sonja Petra Karsen hier auch zur Schule ging, wird von ihr nicht erwähnt, dafür aber das neue Projekt ihres Vaters: eine internationale Schule in Paris.

Am 14. Juni 1934 erteilte das französische Unterrichtsministerium eine Unterrichtsgenehmigung, was einerseits ein Glücksfall war, zugleich aber auch das Dilemma heraufbeschwor, das schließlich zum Scheitern der Schule führte: Die mit der Genehmigung verbundene Verpflichtung, die Schule an den starren und elitären Normen des französischen höheren Schulwesens ausrichten zu müssen. Sonja Petra Karsen, die hier wieder Schülerin in einer von ihrem Vater geleiteten Schule wurde, beschreibt das so: 

„An den Unterricht der Karl-Marx-Schule gewöhnt, vermochte ich den strengen, sich an vorgeschriebene Textbücher haltenden Unterricht anfangs nur schwer zu akzeptieren. Es wurde viel auswendig gelernt, besonders Französische Literatur und Geschichte. Jede Woche waren ‚Kompositionen‘ zu schreiben über einen Satz wie zum Beispiel ‚Je pense donc je suis‘ von Descartes. Alles war logisch zu entwickeln, und am Ende mußte das Zitat bewiesen sein. Ich war damals fünfzehn Jahre alt, und mir erschien es zu schwer, jede Woche einen solchen Aufsatz zu schreiben. Einmal hatte mein Vater Mitleid mit mir und wollte mir helfen. Ich war sicher, ich würde eine besonders gute Zensur erhalten, doch das Gegenteil traf ein, worauf mein Vater bemerkte: ‚Der Lehrer ist nicht klug genug, die Arbeit richtig zu würdigen.‘ Von da an schrieb ich mit gutem Resultat meine Kompositionen selber. Später habe ich dann gerade diese ‚Kompositionen‘ sehr geschätzt, da sie zum logischen Denken erzogen.“

Da die Schule über keine finanziellen Ressourcen verfügte und praktisch als Familienunternehmen betrieben wurde, sahen sich Mutter und Tochter mit ihnen völlig fremden Aufgaben konfrontiert: 
1935 hätte die Familie Karsen die Gelegenheit gehabt, in die USA zu ziehen. Max Horkheimer, ein Bekannter des Vaters, hatte für ein Affidavit gebürgt, doch die USA lehnten trotzdem eine Einreise ab. Hinzu kam ein weiteres Problem. Das Deutsche Reich hatte über die Familie Karsen eine Paßsperre verhängt, was bedeutete, dass sie zwar noch Pässe besaßen, diese aber ungültig waren, wodurch eine Ausreise aus dem momentanen Aufenthaltsland legal nicht mehr möglich war. Man konnte nur auf eine Erlaubnis zum Bleiben hoffen. Die Lage besserte sich, als die Familie Anfang Januar 1936 französische Reisedokumente erhielt, sogenannte „Titres de Voyage“.

## Exil in Kolumbien
Ebenfalls Anfang 1936 erhielt Fritz Karsen eine Einladung der Kolumbianischen Regierung, als Erziehungsberater in Kolumbien zu arbeiten. Sonja Petra Karsen vermutet, dass dies auf Vermittlung von Fritz Demuth von der Notgemeinschaft deutscher Wissenschaftler im Ausland geschehen sei, bei der ihr Vater seine Unterlagen hinterlegt habe. Fritz Karsen nahm diese Einladung an, und dank der französischen „Titres de Voyage“ konnte die gesamte Familie im März 1936 über die USA nach Kolumbien reisen. Sie wohnten fortan in Bogotá.
Sonja Petra Karsen machte 1937 in der neuen Heimat das Abitur und studierte danach in den Jahren 1937–1938 Französisch und Spanisch an der Universidad Nacional de Colombia in Bogotá. Durch einen Erlass des kolumbianischen Präsidenten erhielt Fritz Karsen am 26. Februar 1937 die kolumbianische Staatsbürgerschaft. Dieser Erlass erstreckte sich auch auf seine Tochter, nicht aber auf Karsens Ehefrau. Auf diese Weise wurde auch Sonja Petra Karsen kolumbianische Staatsbürgerin.
Da Fritz Karsens Gesundheitszustand, er litt unter Bluthochdruck, durch die kolumbianische Höhenlage stark in Mitleidenschaft gezogen wurde, beantragte er 1938 Urlaub, den er in den USA verbringen wollte. Der amerikanische Konsul in Bogotá bot ihm jedoch statt eines Besuchervisums ein Quota-Visum an, das ihm und seiner Familie die dauerhafte Einreise in die USA ermöglichte. Fritz Karsen ließ daraufhin seinen Vertrag mit der kolumbianischen Regierung auslaufen, und  am 12. Mai 1938 erreichten er und seine Familie New York.

## Karriere in den USA
Die Familie Karsen hatte innerhalb von fünf Jahren ihr viertes Exilland betreten. Während Vater Fritz durch Lehrtätigkeiten und Unterstützung durch das „Refugee-Scholars-Program“ der Rockefeller-Stiftung weiterhin für den Lebensunterhalt der Familie sorgen konnte, setzte Sonja Petra ihr in Bogotá begonnenes Studium fort. 1939 machte sie ihren Bachelor-Abschluss am Carleton College, dem 1941 der Master of Arts in Französisch und Spanisch am Bryn Mawr College folgte. Ihren Ph.D. erhielt sie 1950 an der Columbia University. Zuvor hatte sie bereits an mehreren Colleges und Universitäten unterrichtet, so z. B. in Ohio und in Puerto Rico. Von 1951 bis 1954 arbeitete sie für die UNESCO in Paris und in einer „Technical Assistance Mission“ in Costa Rica.
Von 1955 bis 1957 erfolgte Sonja Petra Karsens erste Berufung auf eine Professorenstelle, zunächst noch als Assistant Professor of Modern Language am „Sweet Briar College“ in Virginia, von 1957 bis 1958 dann als Associate Professor für Spanisch und als Vorsitzende der Abteilung für Romanische Sprachen am Skidmore College in Saratoga Springs (New York). Ab 1961 wirkte sie hier als ordentliche Professorin bis zu ihrer Emeritierung im Jahre 1987. Dazwischen, 1968, war sie im Rahmen des Fulbright-Programms Lektorin an der Freien Universität Berlin.

## Leistungen
Sonja Petra Karsens Dissertation hatte den von 1873 bis 1943 lebenden kolumbianischen Dichter und Übersetzer Guillermo Valencia zum Gegenstand. Ein weiterer Gegenstand ihrer wissenschaftlichen Arbeit war der mexikanische Dichter, Schriftsteller und Diplomat Jaime Torres Bodet, über den sie mehrfach publiziert hat.
Ihr 1993 erstmals publizierter Bericht über den Vater ist eine wichtige Quelle zum Leben und Wirken von Fritz Karsen.

## Werke
- Guillermo Valencia, Columbian Poet 1873–1943. Hispanic Institute of the United States, New York 1951.
- Educational Development in Costa Rica with UNESCO's Technical Assistance, 1951-1954, Ministerio de Educación Pública, Departamento de Publicaciones, San José, 1954
- Jaime Torres Bodet: A Poet in a Changing World, Skidmore College, Saratoga Springs, 1963
- Jaime Torres Bodet. Versos y prosas. Introducción, selecciones y bibliografía de Sonja Karsen. Biblioteca de autores hispanoamericanos, Vol. 5, Madrid, 1966
- Bericht über den Vater. In: Gerd Radde: Fritz Karsen: ein Berliner Schulreformer der Weimarer Zeit. Berlin 1973. Erweiterte Neuausgabe. Mit einem Bericht über den Vater von Sonja Petra Karsen (= Studien zur Bildungsreform, 37). Frankfurt a. M. [u. a.] 1999, ISBN 3-631-34896-7, S. 391–415. Der Aufsatz ist zuerst erschienen unter dem Titel Bericht über den Vater. Fritz Karsen (1885 – 1951), demokratischer Schulreformer in Berlin, Emigrant und Bildungsexperte. Overall-Verlag, Berlin, 1993, ISBN 3-925961-08-9.
- Ensayos de literatura e historia Iberoamericana/Essays on Iberoamerican literature and history, Peter Lang Verlag, New York/Bern/Frankfurt am Main/Paris, 1988, ISBN 0-8204-0630-9